# Фомино-Негачевский сельсовет
Фомино-Негачевский сельсове́т — сельское поселение в Хлевенском районе Липецкой области. 
Административный центр — село Фомино-Негачевка.

## История
В соответствии с законами Липецкой области №114-оз от 02.07.2004 и №126-оз от 23.09.2004 сельсовет наделён статусом сельского поселения, установлены границы муниципального образования.

## Население
| 2009 | 2010 | 2012 | 2013 | 2014 | 2015 | 2016 |
| ---- | ---- | ---- | ---- | ---- | ---- | ---- |
| 880  | ↗904 | ↘869 | ↘815 | ↘779 | ↘769 | ↘755 |
| 2017 | 2018 | 2021 |      |      |      |      |
| ↘754 | ↘727 | ↘645 |      |      |      |      |

## Состав сельского поселения
| № | Населённый пункт   | Тип населённого пункта       | Население |
| - | ------------------ | ---------------------------- | --------- |
| 1 | Благодатная        | село                         | ↗7        |
| 2 | Крещенка           | село                         | ↘224      |
| 3 | Крещенские Выселки | село                         | ↘3        |
| 4 | Посельское         | деревня                      | →0        |
| 5 | Средняя Долина     | село                         | ↗8        |
| 6 | Фомино-Негачевка   | село, административный центр | ↗662      |